# Kenneth Abrahamsson
Kenneth Abrahamsson, född 1949, är en svensk konstnär.
Abrahamsson studerade vid Konstfackskolan i Stockholm 1967-1971. Separat har han ställt ut i Stockholm, Göteborg, Varberg och i Norge samt i ett stort antal samlingsutställningar. Abrahamsson är representerad vid Moderna museet, Sundsvalls museum och ett flertal landsting och kommuner.